# S с палатальным крюком
ᶊ (S с палатальным крюком) — буква расширенной латиницы, устаревший символ МФА.

## Использование
Известно, что к 1921 году использовалась буква ᶊ уже использовалась для обозначения палатализованного [s]; в МФА официальным символом для этого звука на тот момент был ṡ. Была введена в МФА в 1928 году наряду с другими буквами с палатальным крюком. В 1989 году была исключена и заменена на [sʲ]
В транскрипциях Landsmålsalfabetet, Дания и Норвегия обозначает глухой альвеоло-палатальный фрикатив (МФА: [ɕ]).